# 长籽柳叶菜
长籽柳叶菜（学名：Epilobium pyrricholophum），为柳叶菜科柳叶菜属下的一个种。